# گروس-تسیمرن
گروس-تسیمرن (به آلمانی: Groß-Zimmern) یک منطقهٔ مسکونی در آلمان است که در دارمشتات-دیبورگ واقع شده‌است. گروس-تسیمرن ۱۳٬۸۵۶ نفر جمعیت دارد.